# Estatua de la Libertad (Tucumán)
La Estatua de la Libertad es una escultura de mármol de San Miguel de Tucumán, Tucumán, Argentina. Está ubicada en Plaza Independencia de la capital, siendo obra de la escultora Lola Mora de 1904. 

## Historia
En 1903 se le encarga a Lola Mora la realización de dos bajorrelieves y un grupo alegórico en la actual Casa Histórica, en ese momento solo existía el salón de la jura de la independencia cubierto por un templete. La artista tucumana, al llegar al lugar, se dio cuenta de que la estatua rompería la estética del monumento. Por esta razón se dispuso que la escultura se instale en el centro de la Plaza Independencia. 
Esta decisión generó controversia entre la población al considerar ofensivo desplazar la estatua de Manuel Belgrano y la orientación del nuevo monumento, ya que se pensaba que debía mirar hacia el este. El 24 de septiembre de 1904 la escultura fue inaugurada con la presencia del intendente Manuel Martínez y vecinos. En 2021, a raíz de la renovación de la plaza, se restauró la estatua y se creó un nuevo sistema de iluminación. 
La estatua de la Libertad representa al cuerpo de una mujer cubierto por una vestimenta mojada mientras rompe las cadenas simbolizando libertad. En los pies de la alegoría se halla una espada de puño retorcido, cadenas y unos grilletes rotos por la alegoría de la independencia. 